# Глодяни

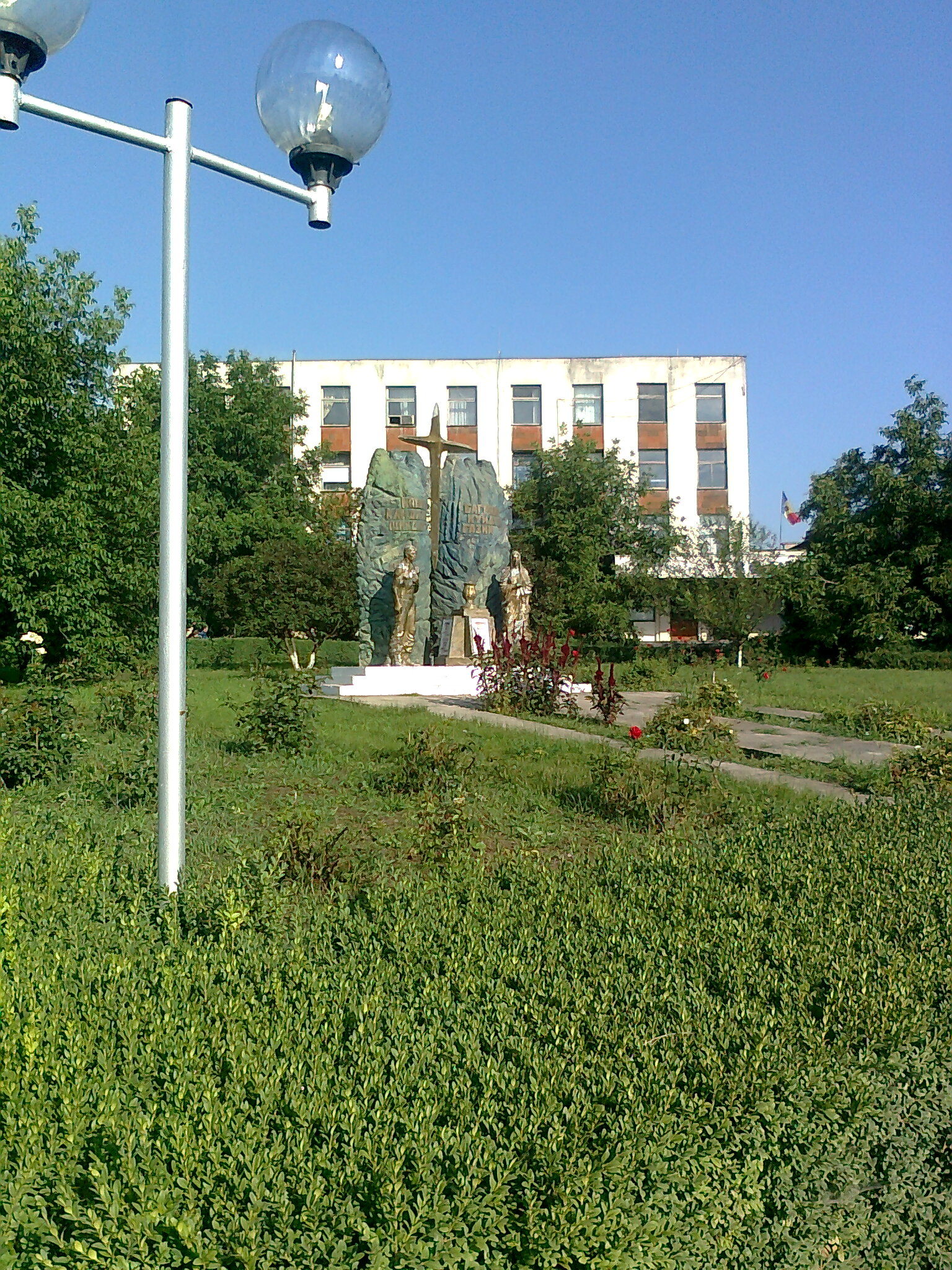
Глодяни

Глодяни (рум. Glodeni, Глодень) — місто в Молдові, центр Глодянського району. Розташований за 31 км від Бєльців. До складу Глодян входить село Стирча. Більшість населення міста складають молдовани 60,0%, українці – 27,7%. Частка росіян становить 9,8%.

## Населення

### Національність
Розподіл населення за національністю за даними перепису 2014 року:
| Мова      | Відсоток |
| --------- | -------- |
| молдовани | 60,53%   |
| українці  | 27,65%   |
| росіяни   | 9,78%    |
| поляки    | 0,41%    |
| цигани    | 0,31%    |
| болгари   | 0,23%    |
| гагаузи   | 0,13%    |
| інші      | 0,95%    |